# Siemiątkowo (gemeente)
De gemeente Siemiątkowo (tot 2004 gmina Siemiątkowo Koziebrodzkie) is een landgemeente in het Poolse woiwodschap Mazovië, in powiat Żuromiński.
De zetel van de gemeente is in Siemiątkowo.
Op 30 juni 2004 telde de gemeente 3633 inwoners.

## Oppervlakte gegevens
In 2002 bedroeg de totale oppervlakte van gemeente Siemiątkowo 112,07 km², waarvan:
- agrarisch gebied: 74%
- bossen: 19%

De gemeente beslaat 13,92% van de totale oppervlakte van de powiat.

## Demografie
Stand op 30 juni 2004:
| Omschrijving                   | Totaal | Totaal | Vrouwen | Vrouwen | Mannen | Mannen |
| ------------------------------ | ------ | ------ | ------- | ------- | ------ | ------ |
| eenheid                        | aantal | %      | aantal  | %       | aantal | %      |
| inwoners                       | 3633   | 100    | 1799    | 49,5    | 1834   | 50,5   |
| bevolkingsdichtheid (inw./km²) | 32,4   | 32,4   | 16,1    | 16,1    | 16,4   | 16,4   |

In 2002 bedroeg het gemiddelde inkomen per inwoner 1413,66 zł.

## Aangrenzende gemeenten
Bieżuń, Raciąż, Radzanów, Zawidz